# Blatouch bahenní
Blatouch bahenní (Caltha palustris) je bylina z čeledi pryskyřníkovitých (Ranunculaceae), která roste ve střední Evropě na podmáčených stanovištích od nížin do hor. V roce 1999 se stal německou Rostlinou roku.

## Popis
Blatouch bahenní je vytrvalá rostlina, dorůstá výšky 30–50 cm, výjimečně i výšky okolo 1 metru. Listy jsou jednoduché, dolní řapíkaté, horní až přisedlé, řapík je dole rozšířen v pochvu. Čepele okrouhlé, ledvinité, na bázi srdčité, na okraji zubaté až pilovité. Kvete od dubna do června. Květy jsou leskle žluté, pětičetné, koruna chybí, kalich je petaloidní (napodobuje korunu). Plodem je mnohosemenný měchýřek.

## Rozšíření
Blatouch bahenní je rozšířen v Evropě (na jihu jen málo) a roste i v rozsáhlých územích Asie a Severní Ameriky. Ve střední Evropě ho často najdeme v luzích sv. Alnion incanae, na podmáčených loukách sv. Calthion a na jiných bažinatých místech. Blatouch bahenní je rostlina suchozemská. Neroste ponořená celá ve vodě. Vyžaduje však hodně vody, bez ní rychle vadne. Je mírně jedovatá, proto se jí býložravci vyhýbají.

## Poddruhy
Velmi variabilní druh, je rozlišováno více poddruhů a variet, ve střední Evropě to jsou:
- Caltha palustris subsp. cornuta (Schott, Nyman et Kotschy, 1854) Hegi, 1912 (blatouch bahenní růžkatý)
- Caltha palustris subsp. laeta (Schott, Nyman et Kotschy, 1854) Hegi, 1912 (blatouch bahenní horský)
- Caltha palustris subsp. palustris (blatouch bahenní pravý)
- Caltha palustris subsp. procumbens (Beck, 1891) Neumayer, 1942 (blatouch bahenní poléhavý)

## Obsahové látky

### Alkaloidy
- magnoflorin

### Flavonoidy
- kvercetin

### Antibiotika
- protoanemonin

## Význam

### Použití
Občas se pěstují jako okrasné rostliny plnokvěté kultivary, někdy i s květy zabarvenými do oranžova. V minulosti se sušená nať (Herba calthae palustris) používala jako močopudný prostředek a projímadlo. Dnes se využívá jen omezeně a to v homeopatických prostředcích.

### Včelařství
Blatouch bahenní je nektarodárnou i pylodárnou rostlinou. Nektarium květu blatouchu vyprodukuje za 24 hodin 0,46 mg nektaru s cukernatostí 44 %. Cukerná hodnota, tedy množství cukru vyprodukovaného v květu za 24 hodin, je 0,2 mg. Pylové rousky mají žlutou barvu. Druhové medy blatouchu bahenního nejsou známy.